# Ratan
Ratan (malajski: rotana) je naziv za oko 600 vrsta palmi porodice Calameae (grčki: „kalamos“ = trska), porijeklom iz tropskih krajeva Afrike, Azije i Oceanije.
Većina ratana razlikuju se od drugih palmi po vitkoj stabljici, 2-5 cm promjera, s dugim internodijem između lišća. Nisu biljke stablašice, već su slične vinovoj lozi i rastu preko druge vegetacije. Ratani su površno slični bambusu. Za razliku od bambusa, stabljika ratana je čvrsta, a većina vrsta treba strukturnu potporu i ne mogu stajati same. Međutim, neki rodovi (npr. Metroxylon, Pigafetta, Raphia) su više kao tipične palme, s debljom, uspravnom stabljikom. Mnogi ratani imaju bodlje, koje djeluju kao kuke za pomoć pri penjanju preko drugih biljaka i odbijaju biljojede. Mogu rasti do nekoliko stotina metara u dužinu. 
Većina (70%) svjetske populacije ratana raste u Indoneziji, na Borneu, Sulawesiju i Sumbawi. Ostali se nalaze u državama kao što su: Filipini, Šri Lanka, Malezija, Laos i Bangladeš.
Ratan se intenzivno koristi za izradu namještaja i košara. Kada se izreže na dijelove, može se koristiti kao drvo, kako bi se napravio namještaj. Ratan prihvaća nanošenje boje poput mnogih drugih vrsta drva, tako da je dostupan u više boja, a može se oblikovati i u mnogim stilovima. Štoviše, unutarnja jezgra se može odvojiti i pretvoriti u šibe.